# Ломіра (Вісконсин)
Ломіра (англ. Lomira) — селище (англ. village) в США, в окрузі Додж штату Вісконсин. Населення — 2678 осіб (2020).

## Географія
Ломіра розташована за координатами 43°35′39″ пн. ш. 88°26′36″ зх. д. / 43.59417° пн. ш. 88.44333° зх. д. (43.594284, -88.443275).  За даними Бюро перепису населення США в 2010 році селище мало площу 5,26 км², з яких 5,23 км² — суходіл та 0,04 км² — водойми. В 2017 році площа становила 5,57 км², з яких 5,53 км² — суходіл та 0,04 км² — водойми.

## Демографія
Згідно з переписом 2010 року, у селищі мешкало 2430 осіб у 1002 домогосподарствах у складі 639 родин. Густота населення становила 462 особи/км².  Було 1096 помешкань (208/км²).
Расовий склад населення:
| - 95,2 % — білих - 0,7 % — чорних або афроамериканців - 0,5 % — корінних американців - 0,3 % — азіатів - 1,7 % — осіб інших рас |

До двох чи більше рас належало 1,6 %. Частка іспаномовних становила 4,6 % від усіх жителів.
За віковим діапазоном населення розподілялося таким чином: 24,7 % — особи молодші 18 років, 62,9 % — особи у віці 18—64 років, 12,4 % — особи у віці 65 років та старші. Медіана віку мешканця становила 36,7 року. На 100 осіб жіночої статі у селищі припадало 101,3 чоловіків;  на 100 жінок у віці від 18 років та старших — 102,8 чоловіків також старших 18 років.
Середній дохід на одне домашнє господарство  становив 61 399 доларів США (медіана — 47 609), а середній дохід на одну сім'ю — 72 178 доларів (медіана — 67 188). Медіана доходів становила 42 250 доларів для чоловіків та 41 806 доларів для жінок. За межею бідності перебувало 13,0 % осіб, у тому числі 21,1 % дітей у віці до 18 років та 13,6 % осіб у віці 65 років та старших.
Цивільне працевлаштоване населення становило 1235 осіб. Основні галузі зайнятості: виробництво — 39,4 %, освіта, охорона здоров'я та соціальна допомога — 17,0 %, роздрібна торгівля — 15,8 %.